# آرچیبالد آلیسون، بارونت دوم
آرچیبالد آلیسون، بارونت دوم (انگلیسی: Sir Archibald Alison, 2nd Baronet; ۲۱ ژانویهٔ ۱۸۲۶ – ۵ فوریهٔ ۱۹۰۷) فرد نظامی اهل پادشاهی متحد بریتانیای کبیر و ایرلند بود. وی همچنین برندهٔ جوایزی همچون نشان حمام شده‌است.